# Сахалінський округ
Сахалінський округ (рос. Сахалинский округ) — адміністративно-територіальна одиниця Далекосхідного краю, що існувала в 1925—1932 роках. 
Сахалінський округ був утворений 12 травня 1925 на північній половині острова Сахалін. Центром округу було призначено місто Александровськ-Сахалінський. 4 січня 1926 був переданий до складу Далекосхідного краю.
Округ був розділений на 4 райони: Александрівський, Охінський, Рибновський і Риковський.
В 1929 були утворені ще 2 райони: Східно-Сахалінський національний (гілякський) і Зхідно-Сахалінський національний (гілякський).
20 октбяря 1932 Сахалінський округ був перетворений в Сахалінську область Далекосхідного краю.
Населення округу в 1926 році становило 10,7 тис. осіб. З них росіяни — 61,2%; нівхи — 15,9%; українці — 10,7%; поляки — 3,4%; білоруси — 1,9; ороки — 1,5%; евенки — 1,5%.